# Hutchinson (Kansas)
Hutchinson – miasto w Stanach Zjednoczonych. Położone w stanie Kansas, w hrabstwie Reno.